# Chalcosyrphus melanocephala
Chalcosyrphus melanocephala är en tvåvingeart som först beskrevs av Heikki Hippa 1978.  Chalcosyrphus melanocephala ingår i släktet mulmblomflugor, och familjen blomflugor. Inga underarter finns listade i Catalogue of Life.